# O'Learys

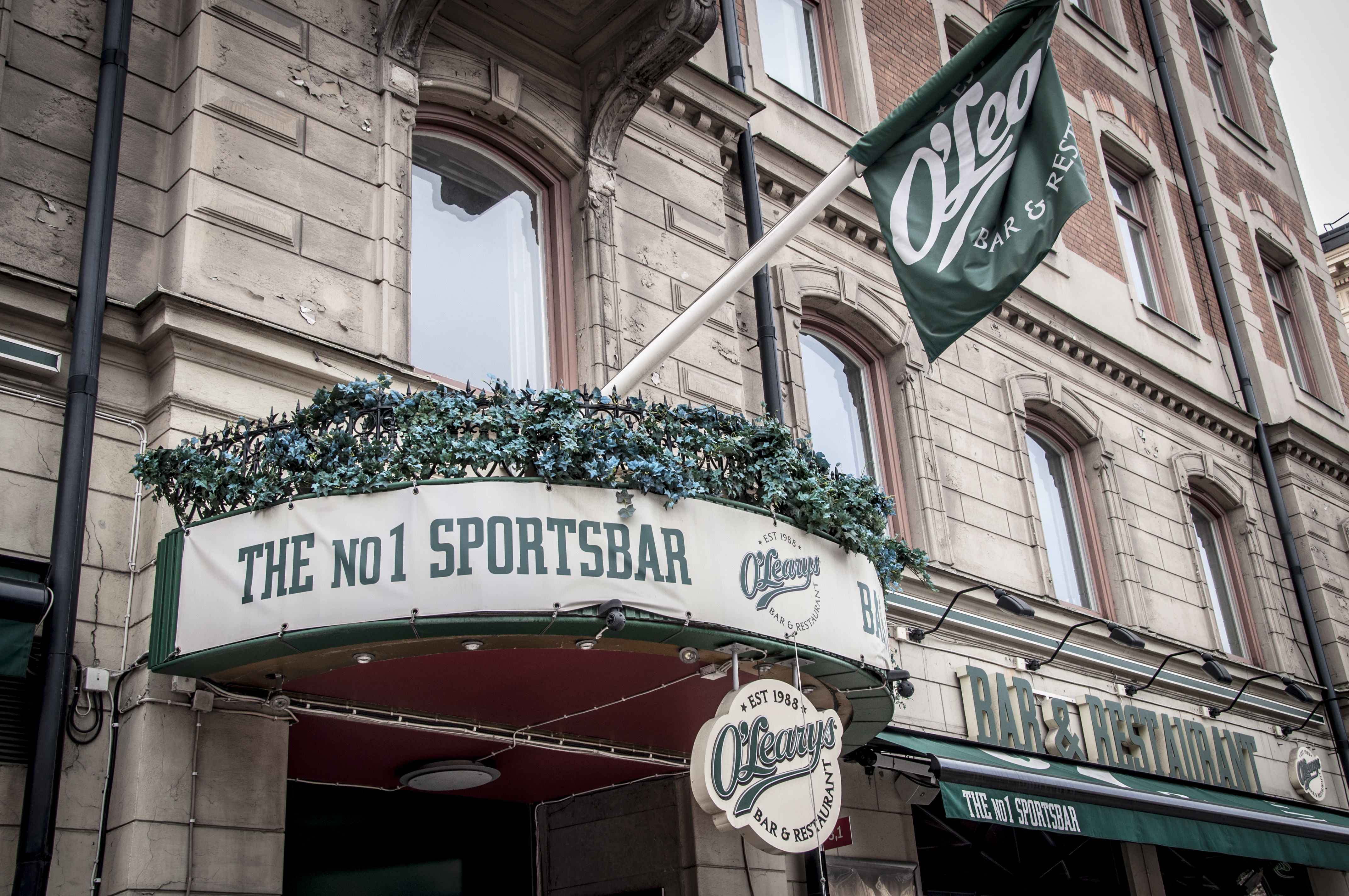
O'Learys på Norrmalm i Stockholm.

O’Learys är en svensk franchiserestaurangkedja med konceptet amerikansk sportbar och restaurang. Restaurangkedjan är grundad av Jonas Reinholdsson och den första restaurangen öppnades i Göteborg 16 november, 1988 på Basargatan 10.
Företaget hade i december 2017 totalt 126 restauranger i 13 länder, Sverige, Norge, Danmark, Finland, Estland, Island, Belgien, Spanien, Ungern, Turkiet, Förenade Arabemiraten, Kina, Singapore och Vietnam.